# Língua caxuiana
Caxuiana (Kaxuyana ou Katxuyana) é uma língua da família Caribe falada pelos caxuianas.